# Поднанос
Поднанос (словен. Podnanos, итал. San Vito di Vipacco) је насељено место у општини Випава, Горишка регија, Словенија.

## Историја
До територијалне реорганизације у Словенији био је у саставу старе општине Ајдовшчина.

## Становништво
У попису становништва из 2011. године, Поднанос је имао 395 становника.
| Број становника према пописима | Број становника према пописима | Број становника према пописима |
| ------------------------------ | ------------------------------ | ------------------------------ |
| 1991                           | 2002                           | 2011                           |
| 360                            | 364                            | 395                            |

Напомена: До 1952. исказивано под именом Шент Вид.

## Галерија
- поглед на Поднанос
- поглед са Наноса
- поглед са Наноса на Випавску долину